# 拉塔什
拉塔什（法語：La Tâche，法語發音：[la taʃ]）是法国夏朗德省的一个市镇，属于孔福朗区。

## 地理
拉塔什（45°52'4"N, 0°21'19"E）面积7.3 平方千米，位于法国新阿基坦大区夏朗德省，该省份为法国西部内陆省份，北起德塞夫勒省和维埃纳省，东临上维埃纳省，东南至多尔多涅省，南至多爾多涅省，西接滨海夏朗德省。
与拉塔什接壤的市镇（或旧市镇、城区）包括：塞勒弗鲁安、瓦朗克、圣马里。

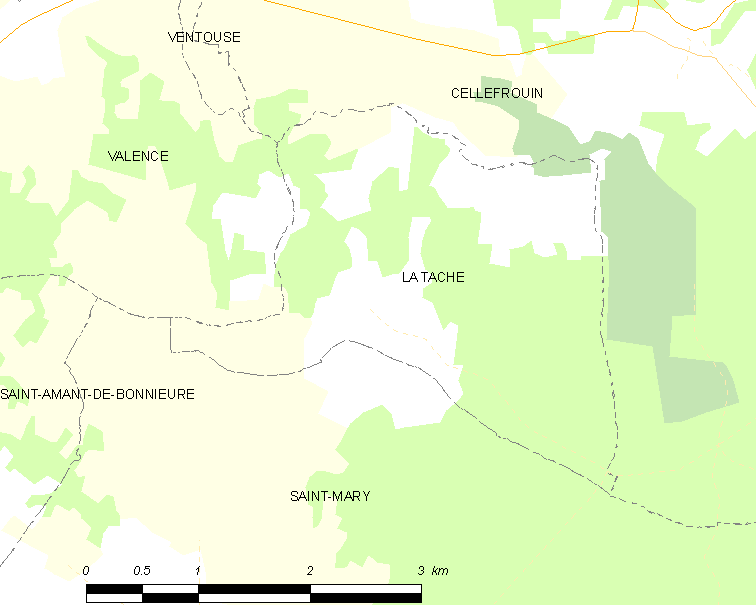
拉塔什的OSM定位图

拉塔什的时区为UTC+01:00、UTC+02:00（夏令时）。

## 行政
拉塔什的邮政编码为16260，INSEE市镇编码为16377。

## 政治
拉塔什所属的省级选区为布瓦克斯-芒卢瓦县。

## 人口

1962-2008年间拉塔什人口变化图示

拉塔什于2022年1月1日时的人口数量为106人。